# مارچین پرژیبویوویچ
مارچین پرژیبویوویچ (لهستانی: Marcin Przybyłowicz؛ زادهٔ ۴ مهٔ ۱۹۸۵) آهنگساز و طراح صدا اهل لهستان است.او بیشتر برای فعالیت موسیقی در بازی ویچر ۳: وایلد هانت، و همچنین طراحی صدا در ناپدید شدن ایتن کارتر شناخته شده‌است.
از فیلم‌هایی که وی در آن‌ها نقش داشته است، می‌توان به  تاج پادشاهان اشاره نمود.